# مارك سوغان
مارك سوغان (بالفرنسية :Marc Séguin) (14 إبريل 1768 - 14 فبراير 1875) مهندس ومخترع فرنسي، مخترع جسر معلق من الأسلاك والكابلات (سلك-cable suspension bridge)، محرك بخاري متعدد الأنابيب .

## حياته
ولد سوغان في مدينة آنوني(Annonay)، وهو مؤسس سوغان وشركائه (Seguin & Co) و تيريز أوغسطين دي مونتغولفييه (Thérèse-Augustine de Montgolfier) ، وهو ابن اخ رائد المنطاد الهوائي ( hot air ballonist) جوزيف مونتجولفييه (Joseph Montgolfier)